# Municipio de Ash Grove (condado de Iroquois)
El municipio de Ash Grove (en inglés: Ash Grove Township) es un municipio ubicado en el condado de Iroquois en el estado estadounidense de Illinois. En el año 2010 tenía una población de 731 habitantes y una densidad poblacional de 4,62 personas por km².

## Geografía
El municipio de Ash Grove se encuentra ubicado en las coordenadas 40°37′25″N 87°51′19″O / 40.62361, -87.85528. Según la Oficina del Censo de los Estados Unidos, el municipio tiene una superficie total de 158.23 km², de la cual 158,07 km² corresponden a tierra firme y (0,1 %) 0,16 km² es agua.

## Demografía
Según el censo de 2010, había 731 personas residiendo en el municipio de Ash Grove. La densidad de población era de 4,62 hab./km². De los 731 habitantes, el municipio de Ash Grove estaba compuesto por el 95,21 % blancos, el 0,41 % eran afroamericanos, el 0,14 % eran amerindios, el 1,09 % eran asiáticos, el 1,78 % eran de otras razas y el 1,37 % eran de una mezcla de razas. Del total de la población el 3,42 % eran hispanos o latinos de cualquier raza.